# 芭芭拉·喬丹
芭芭拉·查理·喬丹 （英語：Barbara Charline Jordan，1936年2月21日—1996年1月17日）是一名美國律師、教育家、政治家與非裔美國人民權運動領袖。作爲民主黨人，她是美國重建時期之後首位入選德克薩斯州參議院的非裔美國人，以及首位入選衆議院的美國南部非裔女性。 芭芭拉·喬丹以她在美國衆議院司法委員會「理查德·尼克松彈劾程序」開場陳述期間所表現的極佳口才以及在民主黨全國代表大會上作爲首個美國非裔女性進行演説的事跡最爲聞名。
喬丹曾經被授予過包括總統自由勳章在内多項榮譽。1978年至1980年間，她也曾是皮博迪獎評審委員會的成員之一。1996年逝世後，芭芭拉·喬丹成爲了首位被安葬於德克薩斯州立公墓的美國非裔女性。

## 外部連結
- C-SPAN內的頁面（英文）
- 在Find a Grave上的芭芭拉·喬丹